# برتون بردستاک
برتون بردستاک (به انگلیسی: Burton Bradstock) یک روستا و محله مدنی در بریتانیا است که در West Dorset واقع شده‌است. برتون بردستاک ۹۴۸ نفر جمعیت دارد.